# Monumento a William Wallace
El Monumento Nacional William Wallace (en inglés: National Wallace Monument, o simplemente Wallace Monument) es una torre monumental completada en 1869 y situada en la cima del monte Abbey Craig, cerca de Stirling, en Escocia. Conmemora la figura de William Wallace, un soldado escocés del siglo XIII que luchó contra el Rey Eduardo I de Inglaterra en la Guerra de la independencia de Escocia.

## Construcción
La torre se construyó gracias a una campaña de recaudación de fondos, en medio de un renovado sentimiento nacionalista escocés durante el siglo XIX. Además de esta subscripción pública, también fue financiado por algunos patronos extranjeros, incluido el líder italiano Giuseppe Garibaldi. Fue completado en 1869 siguiendo los diseños del arquitecto John Thomas Rochead, y consiste en una torre de arenisca de unos 70 metros de alto, en estilo neogótico o gótico victoriano. Se sitúa en lo alto de la colina de Abbey Craig, una peña que se eleva sobre la Abadía de Cambuskenneth, y desde la cual se dice que William Wallace observó al ejército inglés, antes de la Batalla del Puente de Stirling.
Para acceder al monumento es necesario ascender a la colina, y a su vez puede subirse a lo más alto del monumento a través de los 246 escalones de su escalera de caracol. Desde lo alto se pueden observar las vistas de las Ochil Hills y del valle del río Forth. En el interior de la torre también se conservan diversos objetos que se dice que pertenecieron a William Wallace, como su Gran espada de batalla de 1,67 metros de longitud (no confundir con la típica Claymore escocesa).

## De William Wallace a Braveheart

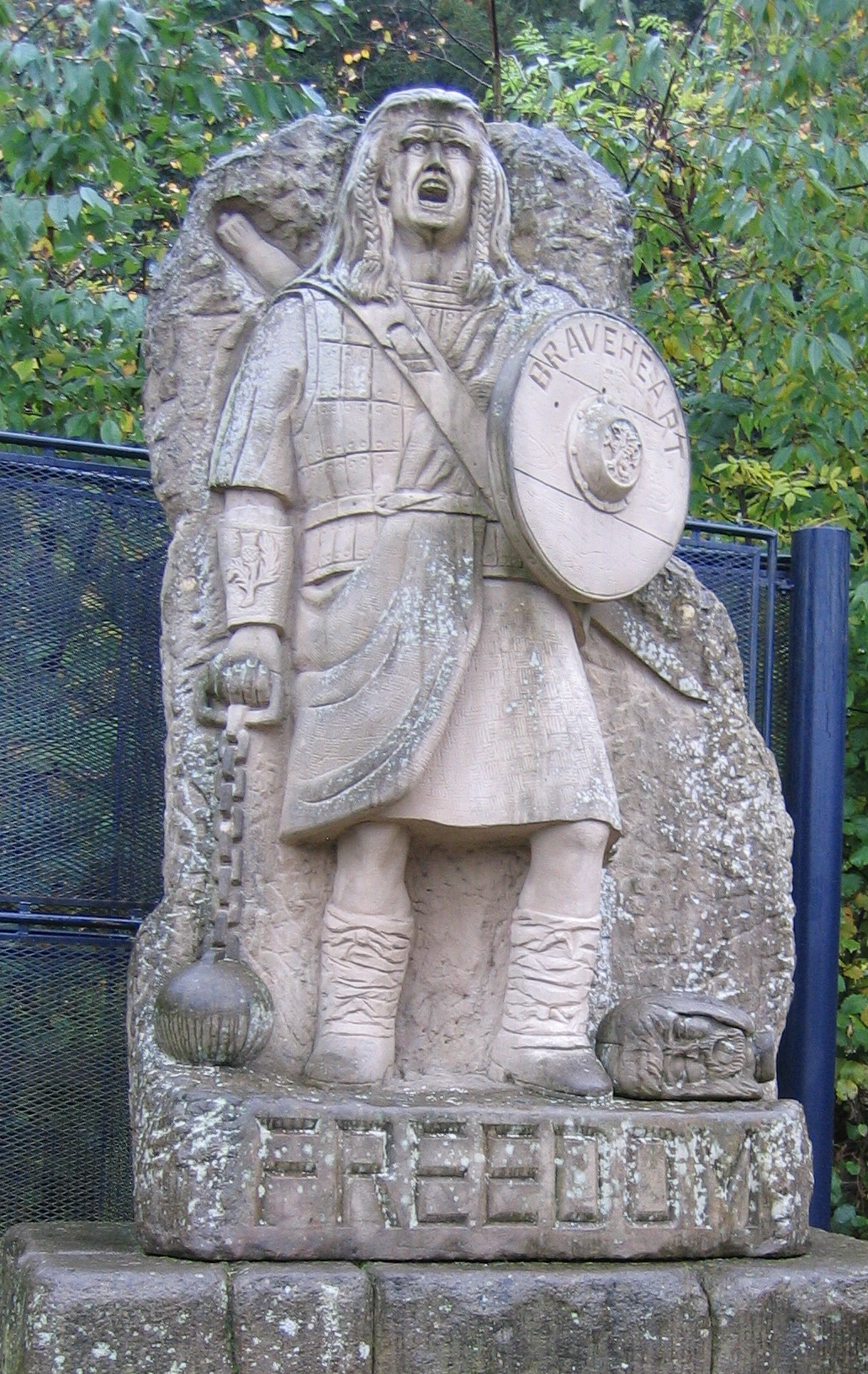
Estatua de William Wallace al pie de la colina, hoy retirada.

En 1997 se instaló una nueva estatua en honor a William Wallace al pie de la colina del Monumento, junto al aparcamiento de coches. Sin embargo, el retrato del héroe se parecía menos al original histórico que a la cara de Mel Gibson, que lo había encarnado en la película Braveheart -término que además aparecía en el escudo del héroe en la estatua-.
Según William Temby esto provocó el descontento de los escoceses, y la movilización de distintos grupos sociales que reclamaban su retirada; éste fue denegada, y desde entonces el monumento sufrió vandalismos recurrentes, que estropearon especialmente la cara de la estatua. De ahí que la estatua tuviera que ser protegida por barrotes. Según el noticiario Rampant Scotland Newsletter, cuando en septiembre de 2004 se terminó el plazo del alquiler del espacio ocupado por la estatua, su autor la puso en venta por subasta con un precio inicial de £350.000, sin que hubiera compradores.

## Galería

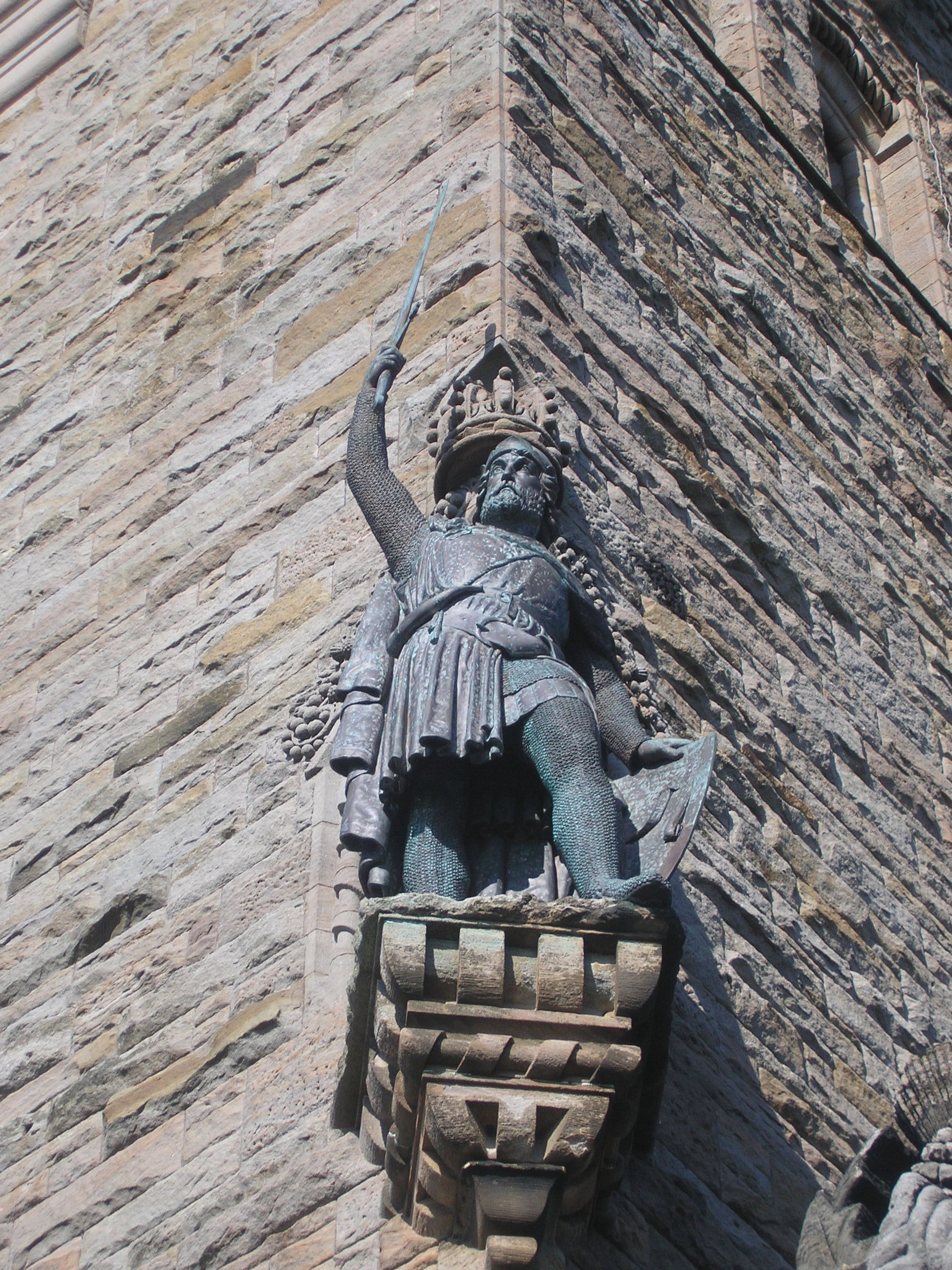
Estatua de William Wallace en la torre del Monumento.
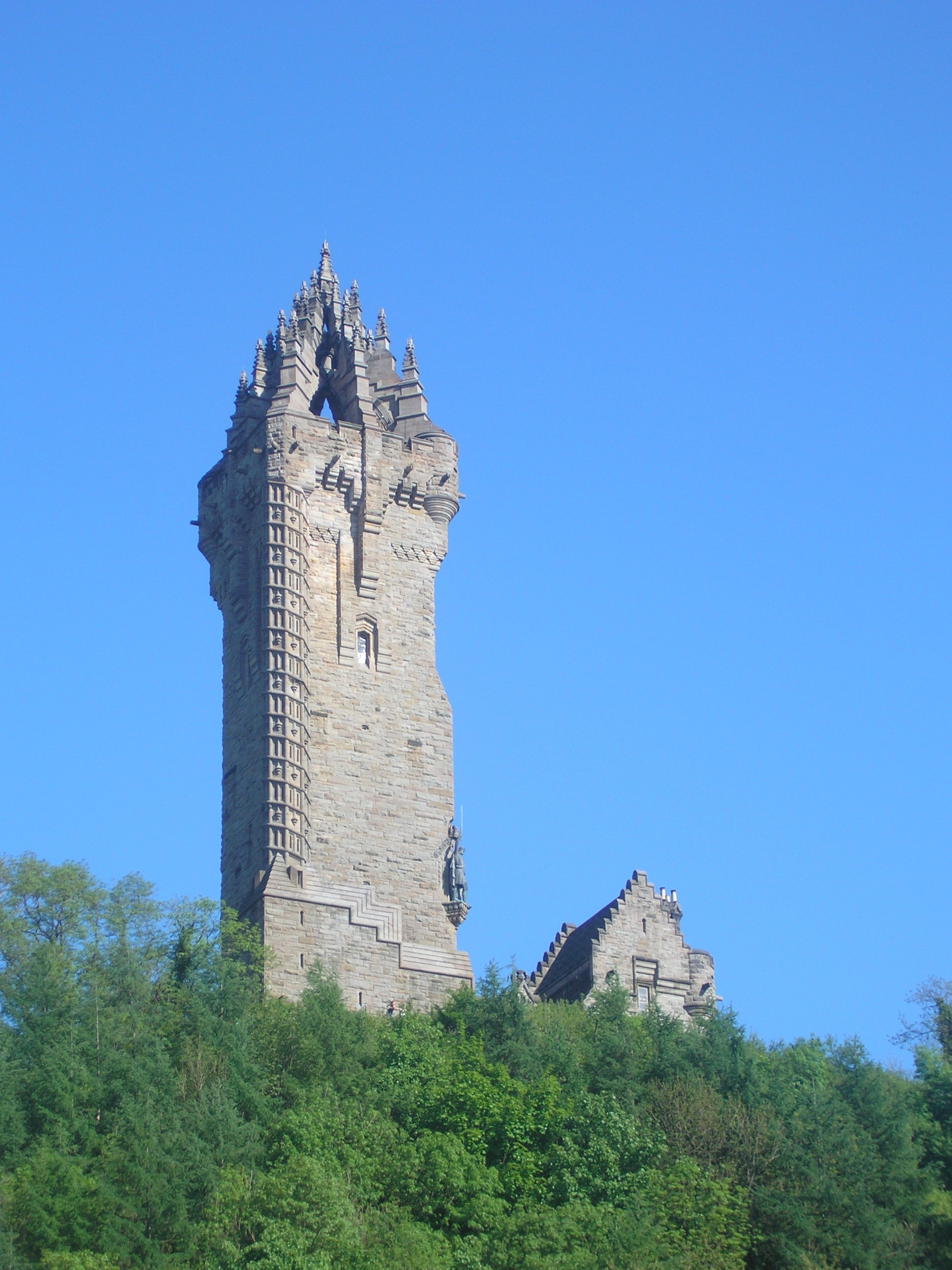
Vista del monumento desde el pie de la colina.